# Льюис (футбольный клуб)
«Льюис» (англ. Lewes Football Club) — английский футбольный клуб из одноимённого города, в графстве Восточный Суссекс. Образован в 1885 году, домашние матчи проводит на стадионе «Дриппинг Пэн». В настоящий момент выступает в высшем дивизионе Истмийской лиги, седьмом по значимости футбольном турнире Англии.

## История клуба
Футбольный клуб «Льюис» был сформирован на встрече в местном пабе Royal Oak в 1885 году и первоначально носил зеленые футболки, разработанные в цветах округа Южный Доунс. Настоящий красный и черный комплект формы был принят в 1893 году.
Дважды выиграв чемпионат лиги среднего Суссекса, прежде чем началась первая мировая война, после Первой мировой принимал участие в лигах Брайтона, Хоува и окружной футбольной лиге. С 1919-1920-х годах была учреждена Sussex County Football League, команда была одним из графств-учредителей, и впоследствии играла в этой лиге, четырежды став вице-чемпионом и выиграв лигу в сезоне 1964/65 годов. Следующие сезоны играла в Athenian League.
Победив во Втором дивизионе в 1968 году, «Льюис» вышли в Первый дивизион Athenian League. Команде понадобилось ещё 2 года, чтобы стать чемпионами.
в 1977 году команда присоединилась к только что расширенной Истмийской лиге.
В 1998/99 годах — команда смогла закрепиться в Isthmian League Division One South.
В 2003/04 годах — команда смогла стать чемпионами Isthmian League Division One South.
В 2007/08 годах — команда провела свой самый успешный сезон за всё время существования, выиграв Южную Конференцию, и смогла подняться на уровень выше — в Национальную Конференцию (5-й по значимости дивизион Английской футбольной лиги). Однако, отыграв 1 сезон в Национальной конференции, и выиграв только 4 матча из 36, команда 25 марта 2009 года потеряла все шансы на сохранение прописки в дивизионе и вылетела обратно в Южную конференцию, где с переменным успехом играла, обитая на низших строчках турнирной таблицы. В 2013/14 годах опустилась в Isthmian League Premier Division — где заняла 19 место, играет в Истмийской лиге (она же Ryman Premier) и по сей день.